# 町田市立町田第五小学校
町田市立町田第五小学校（まちだしりつまちだだいごしょうがっこう）は、東京都町田市玉川学園にある公立小学校。

## 沿革
- 1963年（昭和38年）
  - 4月 - 開校
  - 6月 - 開校式を実施
  - 11月 - 校章制定